# 비아위스토크군

포들라스키에주 지도에 표시된 비아위스토크군의 위치

비아위스토크군(폴란드어: powiat białostocki)은 폴란드 포들라스키에주에 위치한 군으로 면적은 2,984.64km2, 인구는 148,745명(2019년 기준), 인구 밀도는 50명/km2이다. 군청 소재지는 비아위스토크이지만 비아위스토크군에 속하지 않고 별도의 도시군으로 존재한다.
남쪽으로는 하이누프카군, 비엘스크군, 서쪽으로는 비소키에마조비츠키에군, 잠브루프군, 웜자군, 북서쪽으로는 몬키군, 북동쪽으로는 소쿠카군과 접하며 동쪽으로는 벨라루스와 국경을 접한다. 15개 지방 자치체(9개 도시형 농촌, 6개 농촌)를 관할한다.

군기
군 문장